# I. Eduárd wessexi király

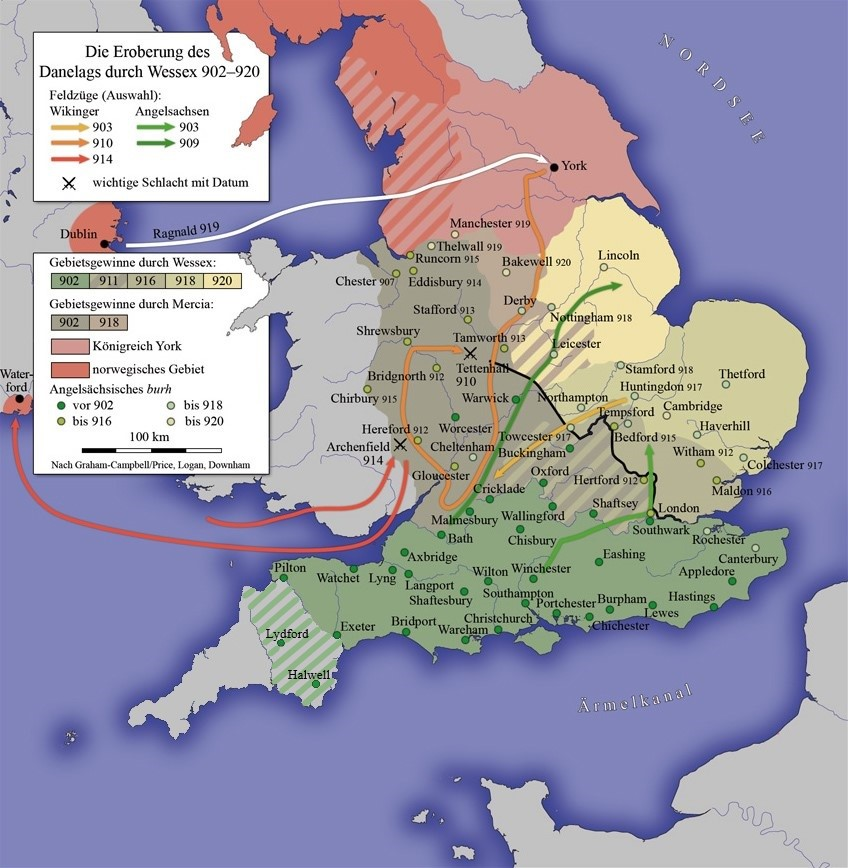
Danelaw meghódítása (német feliratokkal)

I. Eduárd vagy Idősebb Eduárd, más írásmóddal Eadweard (óangolul: ĒADWEARD SE LEDRA), (871 – 924. július 17.)
Anglia királya 899 és 924 között, Nagy Alfréd (Ælfrēd se Grēata) és felesége, Ealhswith fia. Apja haláláig, 899-ig Wessex királya.

## Öröklés és uralkodásának első szakasza
Az öröklés nem volt számára biztosítva. Amikor apja, Alfréd meghalt, Eduárd unokatestvére, Aethelwold, Wessexi Ethelred fia is bejelentette trónigényét. Elfoglalta apja temetkezési helyét Dorsetben Wimborne-t és Christchurchöt. Eduárd Badburyhez vonult, s ott csatát ajánlott az ellenségnek, de ő visszautasította, hogy elhagyja a várost. Mikor már úgy tűnt, hogy Eduárd megtámadja Wimborne-t, akkor menekült el az éjszaka leple alatt, s a dánok területére menekült, ahol királlyá kiáltották. Eduárdot 900. június 8-án Kingstone upon Thamesben királlyá koronázták. A következő évben felvette az angolok és szászok királya címet, s így különböztette meg magát elődeitől, akik Wessex uralkodói voltak.
901-ben Aethelwold hajóflottával Essexbe ment, és felkelést robbantott ki Kelet-Angliában. A következő évben elfoglalta Cricklade-et és Braydont. Eduárd hadsereggel érkezett a területre, s a két fél 902. december 13-án a holme-i csatában csapott össze. Aethelwold és Kelet-Anglia királya Eohric a csatában életét vesztette.
Kapcsolata az északiakkal még jó néhány évig problémás marad: az Angolszász krónika megemlíti, hogy Kelet-Angliával és Northumbriával békét kötött 906-ban. Szintén említés történik Chester 907-es visszafoglalásáról.
909-ben hadsereget küldött Northumbriába, hogy az ottaniakat zaklassák. A következő évben, erre válaszul, Northumbria megtámadta Merciát, de őket az egyesített merciai és nyugat-szász csapatok várták, akikkel megvívták a tettenhalli csatát. Ezt az ütközetet a northumbriai dánok elvesztették. Ezután soha nem merészkedtek a Humbertől délre.
Ekkor Eduárd elkezdett erődöt építtetni Hertfordnál, Withamnél és Bridgnorthnál. Azt mondják, épített egy erődöt Scergeatnél is, de ezt máig nem sikerült megtalálni. Ezek tartották távol a dánokat a sziget belsejétől. Egyéb helyek, ahol még erődöt építtetett: Tamworth, Stafford, Eddisbury és Warwick.

## Eredményei
Edward bizonyíthatóan felülmúlta Nagy Alfréd hadseregének teljesítményét. A dánok szigeti területeit megszerezte a szászoknak, és 918-tól, húga, Ethelfleda, halálától Merciában is ő uralkodott. 918-ra a teljes, a Humbertől délre fekvő dán terület az ő uralma alá került. Ethelfleda saját lányát, Aelfwinnt nevezte meg utódjául, de Eduárd lemondatta, s innentől ő uralkodott Mercián, amely így elvesztette önállóságát. 911-ben elfoglalta Londont és Oxfordot, valamint a körülötte elterülő Oxfordshire-t és Middlesexet. 918-ra az összes, a Humbertől délre élő dán behódolt neki. Uralkodásának végére a normannok, a skótok és a walesiek apának és úrnak szólították. Eduárdnak ez az elfogadottsága biztosított alapot utódai számára, hogy igényt formáljanak Skóciára.
Eduárd elismerte az egyházat Essexben. Ramsburyben, Soningban, Wellsben és Creditonban alapította meg az első püspökségeket. Ennek ellenére nem sok jel mutatja, hogy ő is vallásos lett volna. Mindenesetre az tény, hogy a pápa megdorgálta, s figyelmeztette, hogy több gondot fordítson egyházi életére.
924. július 17-én a cambro-merciai felkelők ellen vívott csatában halt meg Farndon-Upon-Deenél. Winchesterben, az új székesegyházban temették el. Ezt a várost 901-ben ő alapította. A normann hódítás után a székesegyház helyén egy másik épült, és Eduárd földi maradványait oda szállították át.
Portréját, több angol-szász királyhoz hasonlóan egy ismeretlen, 18. századi művész készítette. Idősebb előnevét először a 10. században Wulfstan St Æthelwold élete című munkájában használta, hogy megkülönböztesse a később uralkodó hasonnevű királytól.

## Családja
Eduárdnak négy vagy öt testvére volt, köztük Ælfthryth és Ethelfleda. Három házasságból 14 gyermeke született, és törvénytelen utódai is lehettek.
893-ban[forrás?] elvette Ecgwynnt. Az ő fiuk Æthelstan, lányuk pedig az, aki Sihtrichez, Dublin és York királyához ment nőül. Ecgwynnről a nevén kívül semmi más adat nincs. A neve is csak egy megszállás utáni írásban maradt fenn. Egyes történészek úgy gondolják, egy pásztor gyermeke lehetett.
Amikor 899-ben király lett, elvált Ecgrrynntől, és elvette Aelfaedet, Æthelhelm, Whitshire vezetőjének a lányát. Fiuk, Ælfweard lett a következő király, lányuk, Eadgyth nőül ment I. Ottó német-római császárhoz. A párnak született egy másik fia és öt másik lánya is, akik között ott volt Elgiva, aki Együgyű Károlyhoz, és Eadhild, aki Nagy Hugóhoz, a frankok hercegéhez ment hozzá. II. Boleszláv bohémiai herceg feljegyzései szerint Adiva, a pár egy további lánya az ő felesége volt.
Edward harmadszor 919 környékén házasodott meg, s ekkor Edgivát, más néven Eadgifut, Sigehelm – Kent uralkodója – lányát vette el. Ebből a házasságból született Edmund, Edred, Winchesteri Edburga és Eadgifu, aki túlélte férjét és fiát, és unokája, Edgar uralkodását is megérte. William of Malmesbury krónikája, a De antiquitate Glastonie ecclesiae egyedüli forrásként azt állítja, hogy Eduárd második felesége, Aelffaed, férje halála után is élt még.
Gyermekei:
| Házasság                                      | Név           | Születés | Halál             | Megjegyzés                                          |
| --------------------------------------------- | ------------- | -------- | ----------------- | --------------------------------------------------- |
| Ecgwynntől házasság: 893 899-ben elválik tőle | Athelstan     | 893/894  | 939. október 27.  | Wessex királya (ur.: 924–939)                       |
| Ecgwynntől házasság: 893 899-ben elválik tőle | Alfréd        | ?        | fiatalon          |                                                     |
| Ecgwynntől házasság: 893 899-ben elválik tőle | Szent Edith   | 900      | 927               | Dublini Sitric (†927) felesége                      |
| Ælflædtől házasság: 901                       | Eagifu        | 902      | 953               | III. Károly nyugati frank király (879–929) felesége |
| Ælflædtől házasság: 901                       | Elfweard      | 904      | 924. augusztus 2. | Wessex királya (ur.: 924)                           |
| Ælflædtől házasság: 901                       | Eadgyth       | 910      | 946. január 26.   | I. Ottó német-római császár (912–973) felesége      |
| Ælflædtől házasság: 901                       | Eadhild       | 907      | 937. január 26.   | Nagy Hugó (898–956) felesége                        |
| Ælflædtől házasság: 901                       | Ælfgifu/Adiva | ?        | 1005              | II. Boleszláv cseh fejedelem (932–999) felesége     |
| Ælflædtől házasság: 901                       | Eadflæd       | ?        | 963               |                                                     |
| Ælflædtől házasság: 901                       | Eadhild       | ?        | ?                 |                                                     |
| Ælflædtől házasság: 901                       | Eadwine       | ?        | 933               |                                                     |
| Eadgifutól házasság: 919 †968. augusztus 25.  | Edburga       | 920      | 960. június 15.   |                                                     |
| Eadgifutól házasság: 919 †968. augusztus 25.  | I. Edmund     | 921/922  | 946. május 26.    | Wessex királya (ur.: 939–946)                       |
| Eadgifutól házasság: 919 †968. augusztus 25.  | Eadred        | 923      | 955. november 23. | Wessex királya (ur.: 946–955)                       |